# The Expedition of a Body of Englishmen to the Gold Mines of Spanish America in 1702
The Expedition of a Body of Englishmen to the Gold Mines of Spanish America in 1702 est un livre signé Nathaniel Davis, pseudonyme d'Edward Davis, capitaine anglais des pirates du Panama dans les années 1680, découvreur de l'île de Pâques.
Le livre raconte comment en 1702, il s'embarqua à la Jamaïque puis pour le Rendez-vous de l'île d'Or au Panama, où il persuada les Indiens Kunas du Darien de le conduire jusqu'aux mines d'or de Santa Cruz de Cana, expédition qu'il a racontée dans un livre. Après douze jours de marche dans la jungle, le groupe de 400 anglais et indiens armés s'emparent du site minier où ils trouvent 70 esclaves noirs au travail et récoltent huit livres d'or.
Quinze ans plus tôt, en 1687, Edward Davis faisait route des îles Galápagos à la Terre de Feu lorsqu'il rencontra une île sablonneuse à peu près à la hauteur du Pérou, qui se révèlera être l'île de Pâques.